# Ramón Diosdado Caballero
Pour les articles homonymes, voir Caballero.
 (janvier 2024).
Ramón Diosdado Caballero, né le 19 juin 1740 à Palma de Majorque et mort le 28 avril 1829 à Rome, est un savant bibliographe espagnol.

## Biographie
Ramón Diosdado Caballero naît le 19 juin 1740 à Palma de Majorque, d’une famille originaire de l’Estrémadure. Admis à douze ans chez les Jésuites, après avoir terminé ses études avec succès, il enseigne le latin au séminaire des nobles, et les belles-lettres au Collège impérial de Madrid. À la suppression de la Compagnie de Jésus, il connaît le même sort que ses confrères, s’établit à Rome, où il partage ses loisirs entre les devoirs de son état et la culture des lettres. Il conserve dans l’exil un attachement à sa patrie. Il n’écrit que pour venger les Espagnols des accusations que leur adressent les étrangers, et publie la plupart de ses ouvrages sous le nom de Filibero de Parripalma, nom qui réunit tous les objets de son affection. À la fin de sa vie, il rassemble dans un ouvrage plein de recherches les titres littéraires de ses confrères, et meurt le 28 avril 1829.

## Œuvres
- De prima typographiæ hispanicæ ætate Specimen, Rome, 1793, in-4°. Le P. Caballero, dans cet ouvrage, prouve que les Espagnols ne furent pas les derniers à jouir du bienfait de l’imprimerie, puisque dès 1474 Valence possédait un atelier typographique, et qu’avant la fin du siècle, vingt autres villes d’Espagne : Barcelone, Séville, Burgos, Saragosse, Salamanque, Tolède, Murcie, etc., eurent le même avantage. Il essaye de montrer ensuite que les imprimeurs espagnols ne le cèdent point à ceux des autres nations, et fait un magnifique éloge de Joaquín Ibarra, qui, dans le 18e siècle, fut l’égal des premiers typographes de France, d’Angleterre et d’Italie. Mais on aura de la peine à convenir avec Caballero que l’Inquisition espagnole, loin de nuire au progrès des sciences, les a constamment favorisées. C’est là cependant ce qu’il cherche à établir dans une digression, d’ailleurs fort curieuse, où il montre que les siècles où l’inquisition a joui de la plus grande autorité sont précisément ceux où les lettres et les sciences ont fait le plus de progrès en Espagne.
- Osservazioni sulla patria del pittore Giuseppe di Rivera detto lo Spagnoletto. Cette dissertation a été publiée dans l’Anthologia Romana, 1796, et dans le Giornale letterario di Napoli, t. 50. Il y revendique pour l’Espagne l’honneur d’avoir donné le jour à ce grand artiste.
- Commentariola critica : primum de disciplina arcani ; secundum, de lingua evangelica, Rome, 1798, in-8°. Dans la première dissertation, il réfute les paradoxes du P. Hardouin et de Schelstrate ; et dans la seconde, l’opinion de Domenico Diodati, qui prétendait que Jésus-Christ et ses disciples ont fait usage de la langue grecque.
- Ricerche appartenenti all’accademia del Pontano, ibid., 1798, in-8°.
- Avvertimenti amichevoli all’erudito traduttore romano della geografia di W. Guthrie, Naples, 1799. C’est la réfutation des erreurs commises par le géographe anglais au sujet de l’Espagne et de ses colonies d’Amérique.
- L’Eroismo di Ferdinando Cortese confermato contro le censure nemiche, Rome, 1806, in-8°. C’est une apologie du célèbre Hernán Cortés, conquérant du Mexique.
- Bibliothecæ Scriptorum societatis Jesu Supplementa duo, ibid., 1814-16, 2 parties, in-4°. Sobre d’éloges et de réflexions, le P. Caballero ne loue ses confrères que par les faits : on peut donc avoir en lui la plus grande confiance. Les articles qui concernent les jésuites d’Espagne, d’Italie et d’Allemagne sont plus nombreux et plus complets.

Caballero a laissé plusieurs ouvrages manuscrits. Le plus important est la critique de l’histoire du Mexique par son confrère Francisco Javier Clavijero, intitulée : Observaciones americanas y suplemento crítico a la historia de México, 3 vol. in-4°.